# 켈레치 이헤아나초
켈레치 프라미스 이헤아나초 (Kelechi Promise Ịheanachọ, 1996년 10월 3일 ~ )는 나이지리아의 축구 선수로 현재 잉글랜드 EFL 챔피언십의 미들즈브러 FC에서 스트라이커이자 임대 선수로 활약하고 있으며 나이지리아 축구 국가대표팀의 일원으로도 활동 중이다.

## 클럽 경력

### 맨체스터 시티
2015-16 시즌을 앞두고 잉글랜드 프리미어리그의 맨체스터 시티 입단을 통해 프로에 전격 입문한 뒤 2016-17 시즌까지 공식전 64경기 21골 7어시스트를 기록하며 EFL컵 2015-16 우승, 2015-16년 UEFA 챔피언스리그 4강, 프리미어리그 2016-17 3위, 잉글랜드 FA컵 2016-17 4강 진출 등에 이바지했다.

### 레스터 시티
2016-17 시즌을 마친 후 계약 기간 5년, 이적료 392억원에 같은 프리미어리그팀인 레스터 시티 유니폼으로 갈아입은 후 EFL컵 2019-20 4강, 잉글랜드 FA컵 2020-21 우승, 2021 FA 커뮤니티 실드 우승, 2021-22년 UEFA 유로파컨퍼런스리그 4강 등에 기여하는 등 2023-24 시즌까지 공식전 236경기 61골 28어시스트를 기록하며 레스터 시티의 공격을 이끌었다.

## 국가대표팀 경력

### 나이지리아 U-17 대표팀
타예 아카데미 소속이던 2013년 나이지리아 U-17 대표팀에 첫 합류한 이후 같은 해에 열린 2013년 아프리카 U-17 네이션스컵 본선에서 5골로 실버슈를 수상하며 팀의 준우승을 이끌었고 2013년 FIFA U-17 월드컵 본선에서도 6골을 터뜨리며 팀의 통산 4번째 U-17 월드컵 우승에 크게 기여했으며 이와 함께 대회 골든볼과 실버슈까지 모두 휩쓰는 기염을 토했다.

### 나이지리아 U-20 대표팀
나이지리아 U-20 대표팀 소속으로 2015년 FIFA U-20 월드컵 본선 2경기에 출전하며 팀의 16강 진출에 일조했으나 득점은 기록하지 못했고 팀도 16강에서 독일에게 0-1로 아쉽게 석패하며 8년만의 8강 진출이 좌절되었다.

### 나이지리아 A대표팀
2015년 11월 13일 에스와티니와의 2018년 FIFA 월드컵 아프리카 지역 2차 예선 1차전에서 나이지리아 A대표팀 소속으로 국제 A매치 데뷔전을 치른 뒤 2016년 3월 24일 이집트와의 2017년 아프리카 네이션스컵 예선 G조 3차전에서 A매치 선발 데뷔전을 치렀고 같은 해 5월 27일 말리와의 친선 경기에서 A매치 데뷔골을 터뜨렸으며 현재까지 A매치 통산 57경기 15골을 기록 중이다.

## 수상

### 클럽
맨체스터 시티
- 잉글랜드 프리미어리그 : 3위 (2016-17), 4위 (2015-16)
- EFL컵 : 우승 (2015-16)
- 잉글랜드 FA컵 : 4강 (2016-17)
- UEFA 챔피언스리그 : 4강 (2015-16)

 레스터 시티
- EFL컵 : 4강 (2019-20)
- 잉글랜드 FA컵 : 우승 (2020-21)
- UEFA 컨퍼런스리그 : 4강 (2021-22)
- FA 커뮤니티 실드 : 우승 (2021)

### 국가대표팀
나이지리아 U-17
- 아프리카 U-17 네이션스컵 : 준우승 (2013)
- FIFA U-17 월드컵 : 우승 (2013)

 나이지리아
- 아프리카 네이션스컵 : 준우승 (2023)

### 개인
- FIFA U-17 월드컵 골든볼 : 2013
- FIFA U-17 월드컵 실버슈 : 2013 (6골)
- 아프리카 U-17 네이션스컵 실버슈 : 2013 (5골)
- CAF 올해의 팀 교체 선수 : 2016
- CAF 올해의 유망주 : 2013, 2016
- 잉글랜드 프리미어리그 이달의 선수 : 2021년 3월